# 16 Cygni
16 Cygni, som är stjärnans Flamsteed-beteckning, är en trippelstjärna belägen i den norra delen av stjärnbilden Svanen, Den består av två solliknande stjärnor, 16 Cygni A och 16 Cygni B, tillsammans med en röd dvärg, 16 Cygni C. Den har en skenbar magnitud på ca 5,95 och är mycket svagt synlig för blotta ögat där ljusföroreningar ej förekommer. Baserat på parallax enligt Gaia Data Release 2 på ca 47,3 mas, beräknas den befinna sig på ett avstånd på ca 69 ljusår (ca 21 parsek) från solen Den rör sig närmare solen med en heliocentrisk radialhastighet av ca –27 km/s.

## Egenskaper
Primärstjärnan 16 Cygni A är en gul till vit stjärna i huvudserien av spektralklass G1.5 Vb. Den har en massa som är ca 1,08 solmassor, en radie som är ca 1,23 solradier och utsänder ca 1,6 gånger mera energi än solen från dess fotosfär vid en effektiv temperatur av ca 5 800 K.
16 Cygni är en hierarkisk trippelstjärna där stjärnorna A och C bildar en snäv dubbelstjärna med en beräknad separation på 73 AE. På ett avstånd av 860 AE från A ligger en tredje stjärna benämnd 16 Cygni B. 
Både 16 Cygni A och 16 Cygni B är gula stjärnor som liknar solen. Deras spektraltyp har angivits som G1.5 V och G3 V, där A är lite varmare än solen och B något svalare. Från mätningar inom Kepleruppdraget har asteroseismologimodeller beräknat exakta massor på 1,08 och 1,04 gånger solmassan för 16 Cygni A respektive 16 Cygni B. Systemet har också observerats genom interferometri, vilket gjorde det möjligt att bestämma vinkeldiameter på varje stjärna. Vinkeldiametern tillsammans med asteroseismologimodeller användes för att beräkna radier av 1,229 och 1,116 gånger solradien för komponenterna A respektive B.

## Planetsystem
År 1996 tillkännagavs upptäckten av en exoplanet i en excentrisk bana kring 16 Cygni B. Upptäckten med hjälp av metoden med mätning av radiell hastighet gjordes genom oberoende observationer vid McDonald Observatory och Lick Observatory. Planeten har en omloppsperiod av 799,5 dygn, med en halv storaxel på 1,69 AE. Den har en mycket hög excentricitet på 0,69, vilket kan vara resultatet av gravitationella störningar från 16 Cygni A. Speciellt visar simuleringar att planetens excentricitet oscillerar mellan låga och höga värden i tidsskalor på tiotals miljoner år.
Den excentriska banan och massan hos 16 Cygni Bb gör det extremt osannolikt att en planet av jordstorlek kommer att hittas som kretsar inom stjärnans beboeliga zon.
| Planet | Massa           | Halv storaxel (AE) | Siderisk omloppstid (d) | Excentricitet | Inklination | Radie |
| ------ | --------------- | ------------------ | ----------------------- | ------------- | ----------- | ----- |
| b      | ≥2,38 ± 0,04 MJ | 1 693              | 799,5                   | 0,689 ± 0,011 | -           | -     |